# Праздники Нигерии
Праздники Нигерии — праздники, отмечающиеся в Федеративной Республике Нигерия. Официально признаны как христианские, так и исламские праздники.
Ниже приведён список официальных праздников Нигерии:
| Дата                                                       | Русское название                                                 | Название на английском                                       |
| ---------------------------------------------------------- | ---------------------------------------------------------------- | ------------------------------------------------------------ |
| 1 января                                                   | Новый год                                                        | New Year's Day                                               |
| Апрель                                                     | Великая пятница                                                  | Good Friday                                                  |
| Апрель                                                     | Светлый понедельник                                              | Easter Monday                                                |
| 1 мая                                                      | Первомай                                                         | Worker's Day                                                 |
| 27 мая                                                     | Всемирный день ребёнка                                           | Children's Day                                               |
| 29 мая                                                     | День демократии в Нигерии                                        | Democracy Day                                                |
| 12 июня                                                    | День ознаменования (отмечается только в штате Лагос с 1993 года) | June 12 Commemoration                                        |
| 1 октября                                                  | День независимости                                               | Independence Day                                             |
| 25 декабря                                                 | Рождество Христово                                               | Christmas Day                                                |
| 26 декабря                                                 | День подарков                                                    | Boxing Day                                                   |
| Даты, отмечаемые по исламскому календарю на севере Нигерии |                                                                  |                                                              |
| 10 зульхиджа                                               | Ид аль-Адха                                                      | Праздник в память о жертвоприношении Авраама.                |
| 1 шавваль                                                  | Ид аль-Фитр                                                      | Окончание Рамадана.                                          |
| 12 рабиуль-аввала                                          | Маулид ан-Наби                                                   | День рождения пророка Мухаммада.                             |
| 10 мухаррам                                                | Ашура                                                            | Шиитский день поминовения убитого в 680 году имама Хусейна.  |
| Последняя пятница Рамадана                                 | Джамаат уль-Вида                                                 | Последний джума-намаз Рамадана перед праздником Ид аль-Фитр. |
| Последние десять ночей Рамадана                            | Ночь предопределения                                             | Праздник в честь открытия Мухаммаду первой суры Корана.      |